# Hendrik Sylvester
Hendrik 'Sylvo' Sylvester (1933-1999) was een Surinaams politicus, vakbondsleider en onderwijzer. Hij was tevens Assembleelid voor Nieuw Front.
Sylvester was 19 jaar onafgebroken verbonden met de Centrale van Landsdienaren Organisaties, ook wel CLO (1980-1999). Hij was tot zijn dood op 25 maart 1999 voorzitter van deze grote vakbond waar bijna alle ambtenaren zijn aangesloten.
In Paramaribo staat een borstbeeld van Sylvester. Het beeld is vervaardigd door Jules Brand-Flu en is gemaakt van brons. Het staat ruim twee meter hoog op een betonnen sokkel. 'Sylvo' kijkt naar de overkant van de straat, recht in de ogen van vakbondsleider/politicus Fred Derby.
Het centrum van de Surinaamse Onderwijzers Bond (SOB) waar Sylvester ooit leiding aan gegeven heeft, is naar hem vernoemd. Daarnaast zijn een  school en een bridge- en troefcall-toernooi naar hem genoemd.